# Gesprek met een kastbewoner
Gesprek met een kastbewoner is een hoorspel naar het korte verhaal Conversation with a Cupboard Man (1975) van Ian McEwan. Het werd vertaald door Hans Karsenbarg en de TROS zond het uit op woensdag 8 maart 1978, van 23:00 uur tot 23:40 uur (met een herhaling op zondag 12 juli 1992). De regisseur was Harry Bronk.

## Rolbezetting
- Kees Brusse (kastbewoner)

## Inhoud
Dit is het levensverhaal van een jongeman die als klein kind zijn vader heeft verloren. Zijn moeder heeft hem tot hij bijna volwassen was in de meest letterlijke zin “bemoederd”, zodat de jongen bijzonder sterk in zijn ontwikkeling is achtergebleven. Hierdoor wordt hij door de omstandigheden gedwongen in enkele jaren zijn schade in te halen. Als hij een jaar of 17, 18 is, komt er weer een man in het leven van zijn moeder. Voor de grote baby is er geen plaats meer in het gezin. Erger nog: hij staat het geluk van zijn stiefvader en zijn moeder in de weg. Al snel wordt hij ondergebracht in een tehuis, waar hij zich redelijk veilig voelt. Op zijn eenentwintigste jaar moet hij het tehuis echter verlaten. Hij zoekt zijn moeder op, maar die is verhuisd en omdat zij geen ander adres heeft achtergelaten, verdwijnt ze uit zijn leven. Daar staat hij nu in zijn eentje in de hem onsympathieke vijandige grote wereld…